# Long Point (Illinois)
Long Point – wieś w Stanach Zjednoczonych, w stanie Illinois, w hrabstwie Livingston.